# Sabre Wulf (jeu vidéo, 2004)
Pour le jeu vidéo de 1984, voir Sabre Wulf (jeu vidéo, 1984).
Sabre Wulf est un jeu vidéo de plates-formes développé par Rare et édité par THQ, sorti en 2004 sur Game Boy Advance et téléphone mobile.
Il reprend le personnage de Sabreman de Sabre Wulf, sorti en 1984.

## Accueil
| Sabre Wulf |      |       |
| Médias     | Pays | Notes |
| PCMag      |      | [ 1 ] |

Selon PCMag, « la musique de fond et les effets sonores sont supers, mais le discours inintelligible est ennuyeux. ».
- Jeuxvideo.com : 15/20[2]